# Ledesmodina
Ledesmodina is een geslacht van kevers uit de familie bladkevers (Chrysomelidae).
De wetenschappelijke naam van het geslacht werd in 1951 gepubliceerd door Bechyne.

## Soorten
- Ledesmodina megachroma Bechyne & Springlova de Bechyne, 1976